# Tryglif

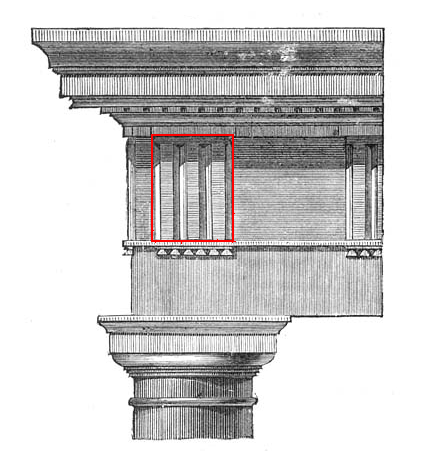
Tryglif (zaznaczony na czerwono) nad kolumną dorycką

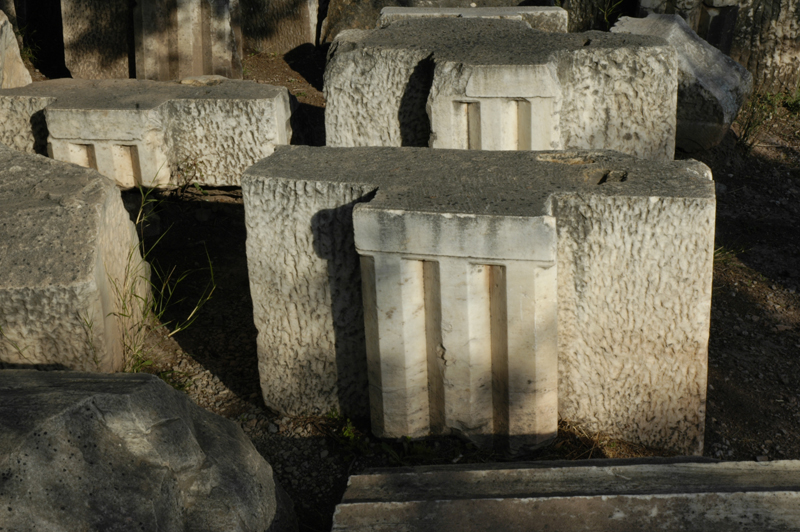
Płyta z tryglifem

Tryglif – element dekoracyjny w postaci prostokątnej płyty stosowanej we fryzie belkowania doryckiego, stosowany w architekturze starożytnej Grecji i Rzymu. Była ona umieszczana między metopami we fryzie oraz na narożnikach budowli. Pod każdym tryglifem znajdowała się regula (listewka) z sześcioma guttae (łezkami). Tryglify występują również w monumentalnych budynkach wznoszonych według wzorów antycznych w stylu klasycyzmu oraz w okresie eklektycznego historyzmu.
Nazwa płyty wywodzi się od zdobienia jej dwoma pionowymi żłobieniami, które dzieliły ją na trzy pola. Zewnętrzne pola miały z boku dodatkowe półwcięcia (półglify). W przypadku pominięcia tych półwcięć (zdarzało się to w architekturze porenesansowej) płytę określa się terminem dyglif.

## Pochodzenie formy tryglifu
Prawdopodobnie forma tryglifu pochodzi z czasów, gdy świątynie greckie były jeszcze budowane z drewna. Tryglify naśladują zakończenia drewnianych belek konstrukcyjnych w drewnianych świątyniach greckich. Najprawdopodobniej belki te składane były z trzech bali drewnianych (stąd płytka tryglifu też podzielona jest na trzy części). Gdy Grecy zmienili materiał z drewna na kamień, naśladowali formy świątyń drewnianych. Regula to pozostałość podkładki pod drewniane belki, a gutty rodzajem klinów. Wszystkie te elementy były już tylko elementami dekoracyjnymi.

## Zasada tryglifu
Tryglif był elementem wyznaczającym proporcje. W belkowaniu porządku doryckiego obowiązywała tzw. zasada tryglifu, polegająca na umieszczeniu płytki tryglifowej dokładnie nad osią kolumny (z wyjątkiem kolumn narożnych) i nad osią interkolumnium. W ten sposób każdej kolumnie odpowiadały dwie płytki tryglifowe. 